# Josef Manger
Josef Manger (Bamberga, 26 maggio 1913 – Tutzing, 13 marzo 1991) è stato un sollevatore tedesco.

## Palmarès

### Olimpiadi
- Oro a Berlino 1936 nei pesi massimi.

### Mondiali
- Oro a Parigi 1937 nei pesi massimi.
- Oro a Vienna 1938 nei pesi massimi.

### Europei
- Oro a Parigi 1935 nei pesi massimi.
- Argento a Genova 1934 nei pesi massimi.